# Тихон (Никаноров)
Архиепископ Тихон (в миру Василий Варсонофьевич Никаноров; 30 января 1855, село Кирюга, Кирилловский уезд, Новгородская губерния — 27 февраля 1920, Воронеж) — епископ Православной российской церкви; с 13 мая 1913 года — архиепископ Воронежский и Задонский.
Причислен к лику святых Русской православной церкви в августе 2000 года.

## Биография
Родился в семье псаломщика. Окончил Кирилловское духовное училище (1871), Новгородскую духовную семинарию (1877), Санкт-Петербургскую духовную академию со степенью кандидата богословия (1881).

### Преподаватель и монах
С 1 августа 1881 года — помощник смотрителя Белозерского духовного училища.
С 1884 года — инспектор Новгородской духовной семинарии.
5 июня 1884 года принял монашество. 10 июля 1884 года рукоположён во иеромонаха, с 6 декабря 1888 года — игумен.
С 25 декабря 1890 года — ректор Новгородской духовной семинарии и настоятель Новгородского Антониева монастыря с возведением в сан архимандрита.

### Архиерей
С 2 февраля 1892 года — епископ Можайский, викарий Московской епархии.
С 20 августа 1899 года — епископ Полоцкий и Витебский.
С 4 июня 1902 года — епископ Пензенский и Саранский.
В Пензе в годы его правления открыты Общество вспомоществования учащим и учившим в церковных школах епархии (1902 год), Церковно-певческое общество (1902 год), Комитет православного миссионерского общества (1904 год), братство во имя святого Тихона Задонского при Тихоновском духовном училище (1903 год).
Награждён панагией с драгоценными камнями (1896), орденами Святой Анны I степени, Святого Владимира III (1895) и II (1905) степеней.

### Увольнение на покой и новое назначение на кафедру
25 июля 1907 года уволен на покой. Причиной этого могла быть дестабилизация в епархии, связанная с революционными событиями — так, во время беспорядков в Пензенской духовной семинарии был ранен один и убит другой ректор, в результате власти вынуждены были закрыть семинарию. Также был обвинён исполняющим обязанности пензенского губернатора в «укрывательстве революционеров» за то, что заступился за свою паству и не сместил священнослужителей, которых ошибочно, как выяснилось впоследствии, признавали неблагонадёжными. Есть версия, по которой причиной увольнения епископа Тихона стало распоряжение П. А. Столыпина обер-прокурору Синода «уволить немедленно на покой самого архиерея…», разрешившего служить панихиду по убитому черносотенцами члену Первой Государственной думы М. Я. Герценштейну.
С 31 июля 1907 года — управляющий на правах настоятеля Московского Воскресенского Новоиерусалимского монастыря.
С 23 июня 1912 года — епископ Калужский и Боровский.

### Воронежский архипастырь
С 13 мая 1913 года — архиепископ Воронежский и Задонский. По воспоминаниям келейника архиепископа Иоанна Житяева (1892—1971; впоследствии — протоиерей), владыка «был тихим, кротким, смиренным архипастырем, отличался необыкновенной добротой и был большим молитвенником. Его часто можно было видеть в соборе на раннем правиле, которое начиналось в четыре часа утра. Владыка любил уставную службу, пел на клиросе… За семь лет своего архипастырства архиепископ Тихон был в полном смысле отцом своей паствы: к нему могли прийти люди со своими нуждами и душевной скорбью открыто и безбоязненно. Простота, ласковость и душевность в обращении были отличительными чертами его духовного облика. Никто никогда не видел владыку раздражённым или разгневанным».
Начал подготовку к прославлению святителя Антония (Смирницкого). Благословил архимандрита Митрофанова монастыря Александра (Кременецкого) собирать сведения о многочисленных чудесах, которые происходили у гробницы этого воронежского иерарха. В 1914 году в присутствии архиепископа Тихона был вскрыт склеп, и владыка свидетельствовал о чудесном нетлении мощей святителя Антония. Направил в Синод ходатайство об этом прославлении, но революция не позволила тогда совершить канонизацию (она состоялась лишь в 2003 году).
С начала Первой мировой войны при церквах епархии были открыты попечительские советы для оказания материальной и моральной помощи нуждающимся, собирались и отсылались подарки в действующую армию. В октябре 1914 года по благословению архиепископа в гостинице Митрофановского монастыря был устроен лазарет-госпиталь имени Воронежского епархиального духовенства на 100 кроватей для раненых. В 1916 году был создан Воронежский епархиальный комитет по устройству беженцев, которых размещали в монастырях епархии, организовывались сборы денег и вещей.
По воспоминаниям священника Александра Палицина в Воронеже в революционном 1917 году не было «никакого избрания архиерея», так как «архиепископа Тихона народ и духовенство любили за его смирение и кротость».
Вместе с тем по словам Александра Палицина: «Один из сельских священников о. Шакин своими действиями заставил архиепископа Тихона наложить на него запрещение и отрешить от места. Священник Шакин обратился с жалобой на архиепископа Тихона в Совет рабочих, крестьянских и солдатских депутатов, изобразив в действиях архиепископа контрреволюцию». 8 июня 1917 года Совет подверг владыку архиепископа аресту и отправил его в Петроград под солдатским конвоем в распоряжение Центрального Совета рабочих, крестьянских и солдатских депутатов. В эти же дни в его покоях в Воронеже был обыск. 14 июня Синод заявил, что в действиях архиепископа Тихона нет ничего противозаконного, «предшествующая деятельность преосвященного свидетельствует о его безукоризненной закономерности в делах епархиального управления». Он вернулся в Воронеж и 6 июля вступил в управление епархией.
Член Поместного Собора Православной Российской Церкви по должности, участвовал в 1-й сессии, член VII отдела.
В 1918 году награждён бриллиантовым крестом на клобук.
3 февраля 1919 года присутствовал при вскрытии мощей святителя Митрофана Воронежского, проведённом комиссией под председательством секретаря ГубЧК, и подписал протокол вскрытия.
В октябре 1919 года, когда Воронеж был занят Белой армией, владыка служил многочисленные панихиды по жертвам большевистского террора. При отступлении Белой армии не покинул город, оставшись со своей паствой.

### Кончина
Согласно «устойчивому преданию», впервые опубликованному протопресвитером Михаилом Польским, 27 декабря 1919 (9 января 1920) года архиепископ был повешен на Царских вратах Благовещенского собора во время совершения богослужения.
Однако по данным епископа (впоследствии митрополита) Сергия (Петрова), автора труда «История Воронежской епархии от её учреждения до наших дней» (В четырёх частях. Воронеж; Минск; Одесса, 1961—1969), кончина архиепископа Тихона была вполне естественной. Он тихо почил о Господе 27 февраля 1920 года, заболев тифом, свирепствовавшим тогда в Воронеже, и был погребён в склепе Благовещенского собора. О том, что «Тихон /Никаноров/ умер в начале 20 г.», пишет и секретарь Священного Синода Н. В. Нумеров (тех епископов, кончина которых была насильственной, Нумеров прямо называет «убитыми»).
В 1956 году останки архиепископа перезахоронены на городском Коминтерновском кладбище; в 1993 году перенесены во вновь созданный некрополь воронежского Алексеевского Акатова женского монастыря.

## Канонизация
1 ноября 1981 года Архиерейский собор РПЦЗ канонизировал Собор новомучеников и исповедников Российских, но без поимённой канонизации. В дальнейшем в число новомучеников был включён и архиепископ Тихон без установления отдельного дня памяти.
В августе 2000 года на Архиерейском соборе Русской православной церкви архиепископ Тихон (Никаноров) был прославлен как священномученик.